# Hétéroscédasticité

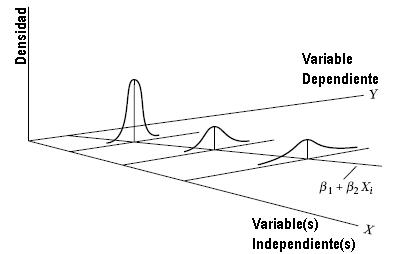
Distribution des erreurs. Hétéroscédasticité.

En statistique, on parle d'hétéroscédasticité lorsque les variances des résidus des variables examinées sont différentes. Le mot provient du grec, composé du préfixe hétéro- (« autre »), et de skedasê (« dissipation»). Une collection de variables aléatoires est hétéroscédastique s'il y a des sous-populations qui ont des variabilités différentes des autres.
La notion d'hétéroscédasticité s'oppose à celle d'homoscédasticité. Dans le second cas, la variance de l'erreur des variables est constante i.e. {\displaystyle Var(\varepsilon _{i})=\sigma ^{2}~\forall i}. Tandis qu’en cas d'hétéroscédasticité, nous avons {\displaystyle ~\forall i,Var(\varepsilon _{i})=\sigma _{i}^{2},} où {\displaystyle \sigma _{i}^{2}} peut être différent de {\displaystyle \sigma _{j}^{2}} pour {\displaystyle i\neq j}.

## Tests d'hétéroscédasticité
- Test de Goldfeld et Quandt (1965)
- Test de Glejser (1969)
- Test de White (1980)
- Test du multiplicateur de Lagrange (Lagrange Multiplier : LM)